# Desa Mandalamekar
Desa Mandalamekar är en administrativ by i Indonesien.   Den ligger i distriktet Kecamatan Cimenyan, kabupatenet Kabupaten Bandung och provinsen Jawa Barat, i den västra delen av landet, 120 km sydost om huvudstaden Jakarta.